# Mistrovství světa v biatlonu 2019
50. mistrovství světa v biatlonu se uskutečnilo v roce 2019 ve švédském Östersundu na Östersundském lyžařském stadionu (Östersunds skidstadion) poblíž jezera Storsjön v nadmořské výšce 361 m n. m.
Mistrovství světa hostil tento stadion již potřetí, naposledy v roce 2008. Tehdy zde dominovali němečtí reprezentanti, kteří získali celkem 5 zlatých medailí, nejvíce Magdalena Neunerová a Andrea Henkelová. Čeští reprezentanti na medailové pozice nedosáhli, nejlépe skončil Michal Šlesingr na 5. místě ve stíhacím závodu.

## Česká účast
O nominaci českých závodníků rozhodovali reprezentační trenéři podle výsledků ve světovém poháru a na Mistrovství Evropy v biatlonu v běloruském Minsku-Raubiči.
Mezi muži se trenéři již dříve rozhodli pro Michala Krčmáře, Tomáše Krupčíka a Michala Šlesingra. Ondřej Moravec jen v Minsku potvrdil svoji formu dobrými výkony. Jako pátý byl vybrán Jakub Štvrtecký, který na mistrovství Evropy dosáhl lepších výsledků než Adam Václavík. Z žen byly podle závodů světového poháru nominovány Markéta Davidová, Eva Puskarčíková a Veronika Vítková, podle mistrovství Evropy pak Lucie Charvátová a Jessica Jislová.
Trenéři Zdeněk Vítek a Jiří Holubec se shodli, že by se za úspěch dalo považovat každé umístění do 10. místa v individuálním závodě a do 6. místa ve štafetě. Podle dosavadních výsledků především Markéty Davidové a také medaile ženské štafety se i na mistrovství očekávaly od českých reprezentantů medaile. „Takový bič si ale upletlo víc zemí,“ namítal před mistrovstvím Jiří Holubec. „Všichni samozřejmě touží po medaili.“
Čeští reprezentanti se před mistrovstvím světa připravovali v norském biatlonovém středisku ve městě Os blízko švédských hranic. Pouze Ondřej Moravec trénoval individuálně v České republice.

### Výsledky
Pro českou reprezentaci to byl nejméně úspěšný šampionát od Mistrovství světa 2011.
Nejlepším výsledkem bylo 7. místo ve sprintu Markéty Davidové. S dalšími dvěma umístěními v první dvacítce se tak stala nejúspěšnější českou reprezentantkou. Mezi muži byl nejlepší Tomáš Krupčík, který se výrazně zlepšil oproti dřívějším výsledkům, ale jeho nejlepším umístěním bylo 18. místo ve stíhacím závodu. Úspěchem bylo i 4. místo štafety mužů, což byl nejlepší výsledek této štafety od vzniku české biatlonové reprezentace v roce 1993.
Naopak nejméně úspěšným závodem byl sprint mužů, ve kterém dojel nejlepší Tomáš Krupčík na 30. pozici, v týmových závodech pak až 15. místo ženské štafety.

## Výběr pořadatele
O pořádání tohoto mistrovství světa bylo rozhodnuto na kongresu Mezinárodní biatlonové unie 2. září 2014 v  v rakouském St. Wolfgangu. Östersund zde získal 27 hlasů, italská Anterselva 16, Nové Město na Moravě 4 a ruský Chanty-Mansijsk 2 hlasy.

## Program
Na programu šampionátu bylo celkem 12 závodů. Muži a ženy absolvovali sprinty, stíhací závody, vytrvalostní závody, závody s hromadným startem a štafety. Navíc také společně jeli smíšenou štafetu a poprvé v historii světových šampionátů se zde jel smíšený závod dvojic. Výsledky závodů se započítávají do celkového pořadí Světového poháru 2018/2019.
Program podle oficiálních stránek.
| Den | Datum      | Disciplína                       | Začátek (SEČ) | Počet závodníků |
| --- | ---------- | -------------------------------- | ------------- | --------------- |
| Čt  | 7. března  | Smíšená štafeta                  | 16:15         | 26 týmů         |
| Pá  | 8. března  | Sprint (ženy)                    | 16:15         | 94              |
| So  | 9. března  | Sprint (muži)                    | 16:30         | 104             |
| Ne  | 10. března | Stíhací závod (ženy)             | 13:45         | 55              |
| Ne  | 10. března | Stíhací závod (muži)             | 16:30         | 58              |
| Út  | 12. března | Vytrvalostní závod (ženy)        | 15:30         | 93              |
| St  | 13. března | Vytrvalostní závod (muži)        | 16:10         | 102             |
| Čt  | 14. března | Smíšený závod dvojic             | 17:10         | 28 týmů         |
| So  | 16. března | Štafeta (ženy)                   | 13:15         | 23 týmů         |
| So  | 16. března | Štafeta (muži)                   | 16:00         | 26 týmů         |
| Ne  | 17. března | Závod s hromadným startem (ženy) | 13:15         | 30              |
| Ne  | 17. března | Závod s hromadným startem (muži) | 16:00         | 30              |

## Průběh závodů

### Smíšené štafety
První disciplínu tohoto mistrovství rozjela za české družstvo Veronika Vítková. Po první střelbě odjížděla na 21. místě, protože musela dvě rány dobíjet a střílela pomalu. Vstoje však zasáhla všechny terče a když zrychlila běh, předávala na desáté pozici. Markéta Davidová pak zastřílela obě položky čistě, a i když se před ní především rychlejší střelbou dostala Ruska Jekatěrina Jurlovová-Perchtová, dokázala Davidová rychlým během předjet několik jiných štafet a předat na šestém místě. Ondřej Moravec na třetím úseku neudělal na střelnici také žádnou chybu a díky rychlé střelbě se dostal na čtvrté místo, na kterém předával Michalu Krčmářovi s pětivteřinovým náskokem před Ruskem. Ten udělal na střelnici jen jednu chybu vleže, ale běžel pomaleji. Jeho nejbližší soupeři Rus Alexandr Loginov a Švéd Sebastian Samuelsson stříleli sice hůře a pomaleji, ale rychleji běželi, a tak se dostali před českou štafetu, která nakonec skončila s nejlepší střelbou ze všech na šestém místě.
V závodu zpočátku vedla italská štafeta, ale když na třetím úseku běžel za Nory Johannes Thingnes Bø, vypracoval si rychlým během čtvrtminutový náskok, který Vetle Sjåstad Christiansen udržel do cíle. V německém týmu sice Denise Herrmannová narychlo nahradila nemocnou Lauru Dahlmeierovou, přesto právě ona pomohla výrazně svému týmu k druhému místu. Překvapením bylo až osmé místo Francie, ke které přispěly horší běžecké výkony žen a hlavně celkově špatná střelba.

### Sprinty
Během závodu žen sněžilo, takže trať byla těžší a neobvykle mnoho závodnic upadlo (Lisa Vittozziová, Kaisa Mäkäräinenová i Eva Puskarčíková). Navíc vál silnější vítr, který byl v každé části střelnice jiný. I proto se zpočátku favoritkám při střelbě nedařilo. Do průběžného vedení se po druhé položce dostala Norka Ingrid Landmark Tandrevoldová, která neudělala při obou zastávkách na střelnici žádnou chybu. V cíli průběžně vedla, ale Slovenka Anastasia Kuzminová tou dobou odjížděla do posledního kola se ztrátou jen dvě vteřiny. Protože běžela rychle jako ve většině jiných závodů, dojela do cíle s téměř desetivteřinovým náskokem. Laura Dahlmeierová pak zastřílela obě položky čistě, ale běžela pomalu. Přesto přijela do cíle na třetím místě. 
Z českých reprezentantek udělala Markéta Davidová chybu při střelbě vleže. „Na ležce jsem moc nedokázala přečíst vítr, jestli si mám cvaknout, nebo jestli je to v pohodě. Přišlo mi, že ty fáborky plápolaly tak podivně. Nic jsem nedělala a doufala, že to bude padat,“ řekla po závodě. Vstoje pak byla bezchybná a do posledního kola odjížděla na osmé pozici. Rychlou jízdou se dostala před další závodnice a do cíle dojela průběžně šestá. Na trati však byla ještě Denise Herrmannová, která jela nejrychleji ze všech a v cíli se dostala před Davidovou, která tak skončila sedmá. Dalším českým reprezentantkám se nedařilo – Veronika Vítková s dvěma chybami na střelnici skončila na 38. místě, Eva Puskarčíková se stejným počtem nezasažených terčů na 59. místě. Nejhorší byla Lucie Charvátová, která udělala čtyři chyby a jako jediná z českých reprezentantek nepostoupila do nedělního stíhacího závodu.
V sprintu mužů potvrdil svoji formu Nor Johannes Thingnes Bø. Startoval v první části závodního pole, jel rychle a v leže střílel čistě, i když pomaleji. Průběžně se udržoval na prvním místě. Mezitím se po druhé čisté střelbě dostal do čela Francouz Quentin Fillon Maillet, který pak dojel s nejlepším časem do cíle. Bø udělal sice při položce vstoje jednu chybu, ale i po trestném kole si udržoval náskok na Mailleta, který ještě navýšil a dojel do cíle jako první o více než čtvrt minuty. Pak se ale po druhé střelbě dostal do čela o 0,2 sekundy Rus Alexandr Loginov. Jel ale výrazně pomaleji než Nor; přesto se v cíli dostal před Francouze a vybojoval stříbrnou medaili. 
Z českých reprezentantů byl překvapivě nejlepší Tomáš Krupčík. Udělal jednu chybu při střelbě vleže, pak ale zlepšil běh a čistě zastřílel druhou položku, díky čemu dojel na 30. pozici. Michal Krčmář udělal o jednu chybu více a pomalu střílel: skončil na 44. místě. Jakub Štvrtecký, nejmladší účastník tohoto závodu, nezasáhl celkem tři terče a i když v posledním kole zrychlil a dostal se před několik soupeřů, 64. místem se neprobojoval do stíhacího závodu. Nejhůře skončil Ondřej Moravec na 92. místě, který nezasáhl také tři terče a od druhého kola výrazně pomalu běžel. Podle jeho vyjádření v cíli jej právě v polovině závodu postihly zdravotní potíže.

### Stíhací závody
Průběh závodu žen nabídl velké zvraty i medailový souboj v cílové rovině. Anastasia Kuzminová, která startovala jako první, se vinou mnoha střeleckých chyb propadla, a brzy se do čela dostaly Němka Denise Herrmannová a Švédka Mona Brorssonová. Při třetí střelbě však Němka nezasáhla dva terče a tak čistě střílející domácí reprezentantka jela v předposledním kole s více než půlminutovým náskokem. Při poslední položce však neustála tlak domácího obecenstva, udělala čtyři chyby a bezchybně střílející Hermannová si jela s dostatečným náskokem pro zlatou medaili. Za ní vyjížděla do posledního kola její krajanka Laura Dahlmeierová se sedmivteřinovým náskokem před Norkou Tiril Eckhoffovou. Ten Norka do poloviny kola stáhla a obě pak bojovaly o vedení. V posledním sjezdu se Eckhoffová dostala na první místo, ale na začátku cílové rovinky ji dokázala Dahlmeierová dojet. Eckhoffová však ještě dokázala zrychlit a získat o 0,2 sekundy stříbrnou medaili.
 Z českých reprezentantek se se složitými podmínkami na střelnici nedokázala srovnat Markéta Davidová, která udělala celkem šest chyb a přes dobrý běh klesla na 13. místo. Veronika Vítková nezasáhla dva terče, což byl jeden z nejlepších výsledků mezi všemi závodnicemi, a ze startovní 38. pozice si polepšila o 22 míst. Zlepšila se také Eva Puskarčíková, která sice z počátku jela na posledním místě, ale především lepší střelbou než její soupeřky se posunula na 41. místo v cíli.
Také závod mužů nabídl dramatický souboj o medaile. Johannes Thingnes Bø jel stále v čele, a i když při druhé a třetí střelbě nezasáhl jeden terč, svůj náskok stále navyšoval. Na poslední položku přijel s téměř minutovým náskokem. Při ní však udělal tři chyby a dostal se před něj jediný čistě střílející z jeho pronásledovatelů, Dmytro Pidručnyj. Ten odjížděl do posledního kola s náskokem čtvrt minuty. Bø jej stíhal a na každém mezičase dokázal svou ztrátu snížit, ale vždy jen o několik vteřin. Pidručnyj si tak dojel s jistotou do cíle pro svoji první medaili nejen na mistrovství světa, ale ve světovém poháru vůbec. Bronzovou medaili vybojoval Francouz Quentin Fillon Maillet, který celé poslední kolo odrážel útoky dalšího Nora Tarjeie Bø.
Čeští reprezentanti se oproti výsledkům předcházejícího sprintu a tedy i startovní pozici zlepšili: Tomáš Krupčík dojel na 18. místě a Michal Krčmář o šest míst za ním. Oba udělali po dvou chybách na střelnici, což v daných povětrnostních podmínkách byl nadprůměrný výsledek.

### Vytrvalostní závody
V cíli závodu se zpočátku udržovala na prvním místě Slovenka Paulína Fialková, kterou pak o šest vteřin překonala Laura Dahlmeierová (obě střílely s jedou chybou). Domácí reprezentantka Hanna Öbergová však zanedlouho zastřílela všechny položky čistě a svůj náskok udržela až do cíle. Další čistě střílející favoritkou byla Italka Lisa Vittozziová, která však běžela pomaleji než Švédka a v cíli skončila až za ní. Rychlejší běh měla naopak Francouzka Justine Braisazová, která však udělala jednu chybu při třetí střelbě, což ji odsunulo na třetí místo.
Přes velké očekávání se tento závod nevydařil Markétě Davidové. První střelbu zvládla čistě, ale v dalších pak udělala celkem pět chyb, z toho čtyři vstoje. Běžela sice velmi rychle, ale celkově to stačilo jen na 43. místo. Nejlépe z českých reprezentantek dojela Veronika Vítková, která chybovala jen jednou při první položce. S mírně nadprůměrným během a rychlou střelbou obsadila 13. místo. Eva Puskarčíková se třemi chybami dojela na 42. pozici, Jessica Jislová s jednou chybou navíc na 55. místě.
Závod mužů se vyznačoval velkými zvraty. Například Lotyš Andrejs Rastorgujevs překvapivě před poslední střelbou vedl. Při ní však udělal dvě chyby a skončil třináctý. Podobně největší favorit Johannes Thingnes Bø přijížděl s náskokem na druhou střelbu; při ní však nezasáhl dva terče, na další položce pak ještě jeden a přes tradičně rychlý běh dojel až na deváté pozici.
Na průběžné první místo v cíli se brzy dostal do té doby jediný čistě střílející Němec Arnd Peiffer. Brzy jej začal ohrožovat Bulhar Vladimir Iliev, který udělal jedinou chybu při druhé střelbě a od té doby se zlepšoval. V posledním kole však zpomaloval, přesto dojel průběžně druhý a jeho umístění na stupních vítězů bylo největší překvapení tohoto závodu. Celkově jednu chybu udělal taky Nor Tarjei Bø, který do posledního kola vyjížděl s čtvrtminutovou ztrátou na Bulhara. V polovině kola se dostal o půl vteřiny před něj, ale pak nepatrně zpomalil a v cíli byl o 0,4 vteřiny za ním.
Z Čechů skončil nejlépe Tomáš Krupčík, který s dvěma nezasaženými terči, ale jen průměrným během dojel na 22. pozici. Hned za ním se stejným počtem chyb přijel Michal Krčmář. Body získali všichni čeští reprezentanti: na 35. místě i pomaleji jedoucí Michal Šlesingr se dvěma chybami; o dvě místa dál pak dojel sice rychlejší, ale hůře střílející Ondřej Moravec.

### Smíšený závod dvojic
V čele tohoto závodu, který se jel na mistrovství světa poprvé, se zpočátku střídala Itálie reprezentovaná rychle střílející Dorotheou Wiererovou a Německo s rychle běžící Denise Herrmannovou. Na třetím úseku se však dostala do vedoucí skupiny Norka Marte Olsbuová Røiselandová. Johannes Thingnes Bø se pak v této skupině zpočátku držel, ale když při poslední střelbě zastřílel jako jediný z ní čistě, získal dostatečný náskok, s kterým dojel do cíle a zvítězil.

Stejně jako ve smíšené štafetě i zde střílela česká dvojice nejlépe ze všech týmů – Eva Puskarčíková udělala čtyři chyby a Ondřej Moravec byl ve všech čtyřech položkách bezchybný – ale doplňovala to jen průměrným během. Až na posledním úseku Moravec zvýšil tempo, polepšil českému týmu o dvě místa, v cílové rovině pak ještě svedl vítězný souboj s Andrejsem Rastorgujevsem a vybojoval konečné deváté místo.

### Štafety
Ve štafetě žen se favoritkám nedařilo. Favorizovaná německá štafeta se dlouho udržovala v druhé polovině průběžného pořadí a až Laura Dahlmeierová ji na posledním úseku posunula na konečné čtvrté místo. Hůře dojely francouzské reprezentantky, které s třemi trestnými koly skončily osmé, a pomalu běžící Italky na desátém místě. Přitom právě Italky v polovině závodu vedly, než je vystřídaly dobře střílející Švédky. Za ně jela na poslední úseku Hanna Öbergová, která si před poslední střelbou vypracovala náskok přes 20 vteřin. Zde však udělala tři chyby a měla problémy s dobíjením jednoho z náhradních nábojů. Nemusela sice na trestné kolo, ale dostala se před ní Marte Olsbuová Røiselandová, která vítězně dovezla norskou štafetu do cíle. Ukrajinské reprezentantky pak v cílové rovině uhájily třetí místo před stále rychleji jedoucím Německem.

České reprezentantky k favoritkám nepatřily, ale ani jim se nedařilo. Eva Puskarčíková při střelbě vleže nezasáhla z prvních pěti ran ani jeden terč, po opravách musela na tři trestná kola. „Pravděpodobně to byla špatná poloha, protože poslední dvě dobíjené byly centrové rány,“ zhodnotil klíčový moment závodu trenér Jiří Holubec. Vstoje zastřílela čistě, ale i tak předávala poslední, více než minutu za předposledním Běloruskem. Jessica Jislová nechybovala na druhém úseku ani jednou, ale měla jen průměrný běžecký čas. Po ní Markéta Davidová běžela sice rychleji, ale po střelbě vleže musela i ona na trestné kolo, a tak pozici českého týmu nevylepšila. To se podařilo až čistě střílející Veronice Vítkové, která dovezla českou štafetu do cíle na 15. místě.
Oproti ženám se českým mužům dařilo. Michal Šlesingr udělal na prvním úseku dvě chyby vstoje a předával na 14. místě. To nevylepšil ani Ondřej Moravec, který udělal dvě chyby naopak vleže. Tomáš Krupčík pak rychlým během a taky rychlou střelbou posunul českou štafetu na šesté místo. Michal Krčmář sice udělal na střelnici celkem dvě chyby, ale běžel ještě rychleji a do posledního kola odjížděl osm vteřin za Slovincem Rokem Tršanem. Toho před prvním mezičasem předjel, pak ale ztratil hůlku, (podle některých informací mu ji Slovinec přišlápl), zpomalil a musel jej předjet ještě jednou. Malý náskok však uhájil až do cíle a dovezl tak českou štafetu na čtvrtém místě.

Na čele se průběh závodu podobal několika předchozím: do čela se dostala norská štafeta, jejíž náskok Johannes Thingnes Bø na trati výrazně navýšil a dojel s náskokem na prvním místě do cíle. Zde mělo ovšem norské vítězství jednu zápletku, když při poslední střelbě vstoje zasáhl Bø jen dva terče z pěti. Velmi rychle však dobil náhradní náboje a odjel do posledního kola s náskokem přes 50 vteřin. Za vedoucí norskou štafetou se odehrával boj o stříbrnou medaili: Martin Fourcade jel v poslední úseku s Němcem Benediktem Dollem. Nezvládl však poslední střelbu, musel na dvě trestná kola a dojel až šestý.

### Závody s hromadným startem
Závod žen se jel za náročných podmínek – sněžení a nárazového větru – takže žádná ze závodnic neodstřílela všechny položky čistě, ale ani s jen jednou chybou. Po druhé střelbě se v čele udržovala skupina šesti do té doby bezchybně střílejících závodnic, kterou vedly Ruska Jekatěrina Jurlovová-Perchtová a Italka Dorothea Wiererová. Italka při třetí střelbě zasáhla všechny terče a udržovala si pak půlminutový náskok před Ruskou, která zde udělala jednu chybu. Na poslední střelecké položce netrefila Wiererová dva terče, ale ani nejbližší soupeřky nestřílely bezchybně, a tak vyjížděla do posledního kola deset vteřin před Jurlovovou-Perchtovou, na kterou na třetím místě ztrácela 22 vteřin nejrychleji běžící, Němka Denise Herrmannová. Té se podařilo na posledním mezičase snížit ztrátu na sedm vteřin, ale dojet Rusku už nedokázala a skončila třetí.

Z českých biatlonistek zastřílela Markéta Davidová první položku čistě, ale pak udělala celkem pět chyb a s rychlým během dojela na 16. místě. Veronika Vítková nezasáhla celkem čtyři terče a dokončila závod o jednu pozici za Davidovou.
Při závodu mužů panovaly ještě složitější podmínky – hlavně při střelbách vstoje – takže se v něm odehrály největší zvraty ve průběžném pořadí v průběhu šampionátu. Ke třetí střelbě přijíždělo dohromady celkem pět závodníků, kteří dosud stříleli bezchybně. Každý z nich udělal aspoň dvě chyby, a tak se do čela dostal Rus Jevgenij Garaničev, který přijel až ve druhé skupině, ale zasáhl všechny terče. Do předposledního kola odjížděl jasně první, ale v jeho průběhu jej dojel Johannes Thingnes Bø. Oba přijeli spolu na poslední střelbu s náskokem dvaceti vteřin. Garaničev však zasáhl jen jeden terč z pěti a Bø dokonce žádný. Do čela se tak dostal bezchybný Ital Dominik Windisch, který na tuto střeleckou položku přijížděl až jako 11. Svůj čtvrtminutový náskok udržel až do cíle. Za ním se rozpoutal boj o další medaile. Francouz Antonin Guigonnat a Rakušan Julian Eberhard jeli celé kolo spolu. Dvakrát si vyměnili místo, až se v posledním sjezdu dostal do čela Rakušan. Těsně před cílovou rovinou jej však Francouz podjel a získal tak o půl vteřiny stříbrnou medaili.

Tomáš Krupčík jel zpočátku dobře a přes dvě chyby se udržoval do desátého místa. Při poslední střelbě vstoje však nezasáhl tři terče a klesl až na dvacáté místo, na kterém taky dojel do cíle. Michal Krčmář sestřelil při první střelbě jen dva terče a jel dlouho jako poslední. S celkově šesti chybami dokončil závod na 28. pozici.

## Medailisté

### Muži
| Disciplína                        | Zlato                                                                                 | Výkon                                   | Stříbro                                                   | Výkon                             | Bronz                                                                  | Výkon                                         |
| Vytrvalostní závod (20 km)        | Arnd Peiffer                                                                          | 52:42,4 (0+0+0+0)                       | Vladimir Iliev                                            | 53:51,1 (0+1+0+0)                 | Tarjei Bø                                                              | 53:51,5 (0+1+0+0)                             |
| Sprint (10 km)                    | Johannes Thingnes Bø                                                                  | 24:37,6 (0+1)                           | Alexandr Loginov                                          | 24:51,3 (0+0)                     | Quentin Fillon Maillet                                                 | 24:54,1 (0+0)                                 |
| Stíhací závod (12,5 km)           | Dmytro Pidručnyj                                                                      | 31:54,1 (2+0+0+0)                       | Johannes Thingnes Bø                                      | 32:02,4 (0+1+1+3)                 | Quentin Fillon Maillet                                                 | 32:11,8 (2+0+0+1)                             |
| Závod s hromadným startem (15 km) | Dominik Windisch                                                                      | 40:54,1 (1+1+1+0)                       | Antonin Guigonnat                                         | 41:16,9 (2+0+0+1)                 | Julian Eberhard                                                        | 41:17,4 (0+0+3+1)                             |
| Štafeta (4×7,5 km)                | Norsko Lars Helge Birkeland Vetle Sjåstad Christiansen Tarjei Bø Johannes Thingnes Bø | 1:12:03,7 (0+1) (0+0) (0+2) (0+0) (0+3) | Německo Erik Lesser Roman Rees Arnd Peiffer Benedikt Doll | 1:12:41,8 (0+1) (0+2) (0+0) (0+1) | Rusko Matvej Jelisejev Nikita Poršněv Dmitrij Malyško Alexandr Loginov | 1:13:07,8 (0+0) (0+2) (0+1) (0+2) (0+1) (0+0) |

### Ženy
| Disciplína                          | Zlato                                                                                                 | Výkon                                         | Stříbro                                                                   | Výkon                                         | Bronz                                                                                 | Výkon                                   |
| Vytrvalostní závod (15 km)          | Hanna Öbergová                                                                                        | 43:10,4 (0+0+0+0)                             | Lisa Vittozziová                                                          | 43:34,0 (0+0+0+0)                             | Justine Braisazová                                                                    | 43:42,9 (0+0+1+0)                       |
| Sprint (7,5 km)                     | Anastasia Kuzminová                                                                                   | 22:17,5 (1+0)                                 | Ingrid Landmark Tandrevoldová                                             | 22:27,2 (0+0)                                 | Laura Dahlmeierová                                                                    | 22:30,1 (0+0)                           |
| Stíhací závod (10 km)               | Denise Herrmannová                                                                                    | 31:45,9 (0+0+2+0)                             | Tiril Eckhoffová                                                          | 32:17,3 (0+0+2+0)                             | Laura Dahlmeierová                                                                    | 32:17,5 (0+0+1+0)                       |
| Závod s hromadným startem (12,5 km) | Dorothea Wiererová                                                                                    | 37:24,4 (0+0+0+2)                             | Jekatěrina Jurlovová-Perchtová                                            | 37:29,3 (0+0+1+1)                             | Denise Herrmannová                                                                    | 37:39,8 (0+0+2+0)                       |
| Štafeta (4×6 km)                    | Norsko Synnøve Solemdalová Ingrid Landmark Tandrevoldová Tiril Eckhoffová Marte Olsbuová Røiselandová | 1:12:00,1 (0+2) (0+0) (0+2) (1+3) (0+0) (0+1) | Švédsko Linn Perssonová Mona Brorssonová Anna Magnussonová Hanna Öbergová | 1:12:24,4 (0+0) (0+1) (0+0) (0+1) (0+2) (0+3) | Ukrajina Anastasija Merkušinová Vita Semerenková Julija Džymová Valentyna Semerenková | 1:12:35,2 (0+0) (0+1) (0+0) (0+2) (0+1) |

### Smíšené závody
| Disciplína                        | Zlato                                                                              | Výkon                                         | Stříbro                                                               | Výkon                                               | Bronz                                                                   | Výkon                                   |
| Smíšená štafeta (2×6 + 2×7,5 km)  | Norsko Marte Olsbuová Røiselandová Tiril Eckhoffová Johannes Bø Vetle Christiansen | 1:17:41,4 (0+1) (0+2) (0+1) (0+0) (0+2) (0+0) | Německo Vanessa Hinzová Denise Herrmannová Arnd Peiffer Benedikt Doll | 1:17:54,5 (0+0) (0+2) (0+0) (0+3) (0+1) (0+0) (0+2) | Itálie Lisa Vittozziová Dorothea Wiererová Lukas Hofer Dominik Windisch | 1:18:51,0 (0+0) (0+2) (0+3) (0+2) (0+3) |
| Smíšený závod dvojic (6 + 7,5 km) | Norsko Marte Olsbuová Røiselandová Johannes Bø                                     | 35:43,2 (0+3)                                 | Itálie Dorothea Wiererová Lukas Hofer                                 | 35:56,6 (0+2) (0+3)                                 | Švédsko Hanna Öbergová Sebastian Samuelsson                             | 36:03,2 (0+3) (0+5)                     |

## Medailové pořadí

### Medailové pořadí zemí
| Pořadí | Země      | Zlato | Stříbro | Bronz | Celkově |
| ------ | --------- | ----- | ------- | ----- | ------- |
| 1.     | Norsko    | 5     | 3       | 1     | 9       |
| 2.     | Německo   | 2     | 2       | 3     | 7       |
| 3.     | Itálie    | 2     | 2       | 1     | 5       |
| 4.     | Švédsko   | 1     | 1       | 1     | 3       |
| 5.     | Ukrajina  | 1     | 0       | 1     | 2       |
| 6.     | Slovensko | 1     | 0       | 0     | 1       |
| 7.     | Rusko     | 0     | 2       | 1     | 3       |
| 8.     | Francie   | 0     | 1       | 3     | 4       |
| 9.     | Bulharsko | 0     | 1       | 0     | 1       |
| 10.    | Rakousko  | 0     | 0       | 1     | 1       |
|        | Celkem    | 12    | 12      | 12    | 36      |